# Garibaldi (Rio Grande do Sul)
Garibaldi – miasto i gmina w Brazylii, w stanie Rio Grande do Sul. Znajduje się w mezoregionie Nordeste Rio-Grandense i mikroregionie Caxias do Sul. 

## Miasta partnerskie
- Conegliano, Włochy